# Neomicropteryx
Neomicropteryx es un género de pequeños lepidópteros pertenecientes a la familia  Micropterigidae.

## Especies
- Neomicropteryx bifurca Issiki, 1953
- Neomicropteryx cornuta Issiki, 1953
- Neomicropteryx elongata Issiki, 1953
- Neomicropteryx kazusana Hashimoto, 1992
- Neomicropteryx kiwana Hashimoto, 2006
- Neomicropteryx matsumurana Issiki, 1931
- Neomicropteryx nipponensis Issiki, 1931
- Neomicropteryx redacta Hashimoto, 2006